# 穆利特努
穆利特努是巴西南大河州的一个市镇。总面积111.132平方公里，总人口1800人，人口密度16.2人/平方公里。